# Atlantic Conveyor
L’Atlantic Conveyor était un navire marchand britannique, réquisitionné pendant la guerre des Malouines et coulé après avoir été frappé par deux missiles Exocet argentins.

## Histoire
L’Atlantic Conveyor était un roulier de 14 950 tonnes, propriété de la Cunard. Il faisait partie d'une série de six bâtiments porte-conteneurs, tous nommés « Atlantic », exploités par des entreprises de plusieurs pays différents.
Avant la guerre des Malouines,  qui entraîna sa perte par un tir de missile exocet , ce navire marchand avait fait les gros titres de la presse en assurant le sauvetage du navigateur solitaire franco-suisse Pierre Fehlmann en difficulté lors d'une course au large autour du monde. Les marins anglais durent recourir à une technique ancestrale (le filage d'huile pour apaiser la mer) afin de faciliter la récupération du naufragé par une mer énorme typique des quarantièmes rugissants.
Il fut réquisitionné avec l’Atlantic Causeway par le ministère britannique de la défense au début de la guerre des Malouines. Le bâtiment ne fut pas équipé de systèmes de défense (actifs ou passifs) pour des raisons de délai, du fait de sa faible valeur relative, ainsi qu'à la suite d'une controverse sur la légalité d'une telle opération.
Le navire fut utilisé pour transporter de l'équipement à la force expéditionnaire britannique, envoyée pour reconquérir les îles. Équipé d'un pont d'envol improvisé, il contenait en particulier huit ADAV Sea Harriers et six Harriers GR.3, huit hélicoptères Westland Wessex et quatre CH-47 Chinook.

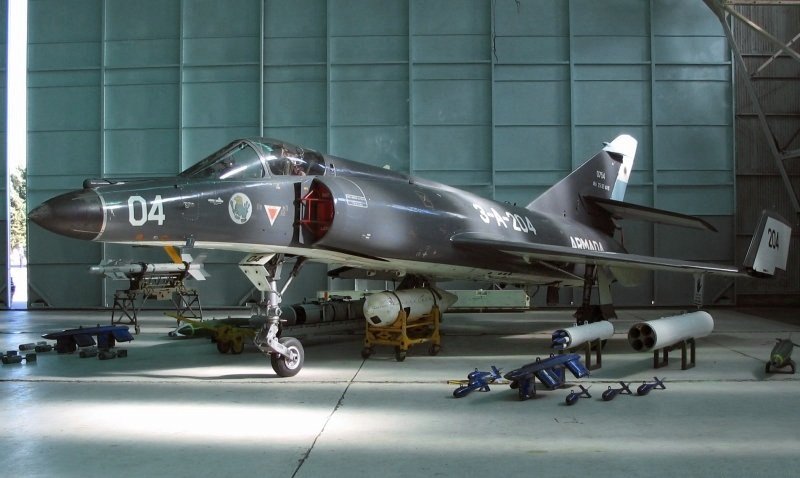
Le no 3-A-204 est l’un des deux appareils ayant attaqué lAtlantic Conveyor, avec marquage de sa victoire visible sur le nez.

Il fut frappé par deux missiles Exocet AM-39 le 25 mai 1982, tirés depuis des chasseurs Super-Étendard de l’aviation navale argentine. Il fut ravagé par l'incendie qui s'ensuivit et il fut décidé de le couler. Tous les hélicoptères alors à bord furent détruits, soit 3 Chinook et 3 Wessex, à l'exception d'un autre Chinook qui était en vol au moment de l'impact. La perte de ces appareils condamna les troupes britanniques à marcher à travers les îles pour prendre Port Stanley.
Douze hommes périrent dans l'incendie, dont le commandant du navire, le capitaine Ian North, qui reçut à titre posthume la Distinguished Service Cross. Le prince Andrew, pilotant un Sea King, fut le premier à hélitreuiller les survivants.
Un cargo de 51 000 t lancé en 1985 a repris ce nom ; il est toujours en service en 2015 et bat pavillon suédois.